# Epioblasma metastriata
Epioblasma metastriata es una especie de molusco bivalvo  de la familia Unionidae.  

## Distribución geográfica
Es  endémica de los  Estados Unidos.

## Hábitat
Su hábitat natural son: los ríos.

## Estado de conservación
Se encuentra amenazada de extinción por pérdida de su hábitat natural.